# La Reine des pirates
Pour plus de détails, voir Fiche technique et Distribution.
La Reine des pirates (La Venere dei pirati) est un film de pirates germano-italien réalisé par Mario Costa et sorti en 1960.

## Synopsis
Dans l'Italie du XVIe siècle, sur la côte adriatique, le duché de Doruzza est gouverné par le despotique duc Zulian et sa fille hautaine, Isabella. Lorsqu'ils tentent de commettre une grave injustice à l'encontre de leurs sujets, l'officier de marine Mirko et sa fille Sandra s'interposent et finissent par être persécutés et arrêtés. Le comte Cesare di Santacroce, le fiancé d'Isabella, intercède en leur faveur et ils sont libérés. Mais Isabella, jalouse de la beauté de Sandra, les fait de nouveau arrêter et envoie la rivale en esclavage au Proche-Orient. Mirko échappe à ses agresseurs, parvient à prendre le contrôle d'un navire et à libérer sa fille, qui devient bientôt la reine des pirates de l'Adriatique. Cela conduira César à un choix difficile entre deux types de beauté différents, Isabella la puissante ou Sandra la généreuse.

## Fiche technique
- Titre français : La Reine des pirates ou La Vénus des pirates[1]
- Titre original italien : La Venere dei pirati[2],[3]
- Titre allemand : Die Kurtisane der Piraten ou Venus der Piraten
- Réalisateur : Mario Costa
- Scénario : Nino Stresa (it), Kurt Nachman, Rolf Olsen révisé par Ottavio Poggi
- Photographie : Raffaele Masciocchi
- Montage : Renato Cinquini (it)
- Musique : Carlo Rustichelli
- Décors : Ernest Kromberg
- Costumes : Giancarlo Bartolini Salimbeni (it)
- Maquillage : Maurizio Giustini, Andrea Riva
- Production : Ottavio Poggi
- Société de production : Max Production, Rapid Film
- Pays de production :  Italie -  Allemagne de l'Ouest
- Langue originale : italien
- Format : Couleur par Eastmancolor - 2,35:1 - Son mono - 35 mm
- Durée : 115 minutes
- Genre : Film de pirates
- Dates de sortie :
  - Italie : 26 août 1960
  - Allemagne de l'Ouest : 24 mars 1961
  - France : 20 décembre 1961

## Distribution
- Gianna Maria Canale : Sandra
- Massimo Serato : Cesare di Santacroce
- Scilla Gabel : Isabella
- Livio Lorenzon : « l'Albanais »
- Moira Orfei : Jana
- Paul Müller : le duc Zulian
- José Jaspe : Capitaine Mirko
- Giustino Durano : Anselmo
- Andrea Aureli : capitaine Yusuf
- Franco Fantasia : Zanko
- Nando Tamberlani : prieur
- Giulio Battiferri : maître d'équipage
- Gino Marturano : Gico
- Gianni Solaro :
- Anna Maria Mustari : esclave
- Raffaele Baldassarre :

## Production
Le film a été partiellement tourné à Monte Argentario, Grosseto en Toscane, Italie.